# Alysicarpus ovalifolius
Alysicarpus ovalifolius là một loài thực vật có hoa trong họ Đậu. Loài này được (Schum.) Leonard miêu tả khoa học đầu tiên.